# Liste der FFH-Gebiete in Deutschland

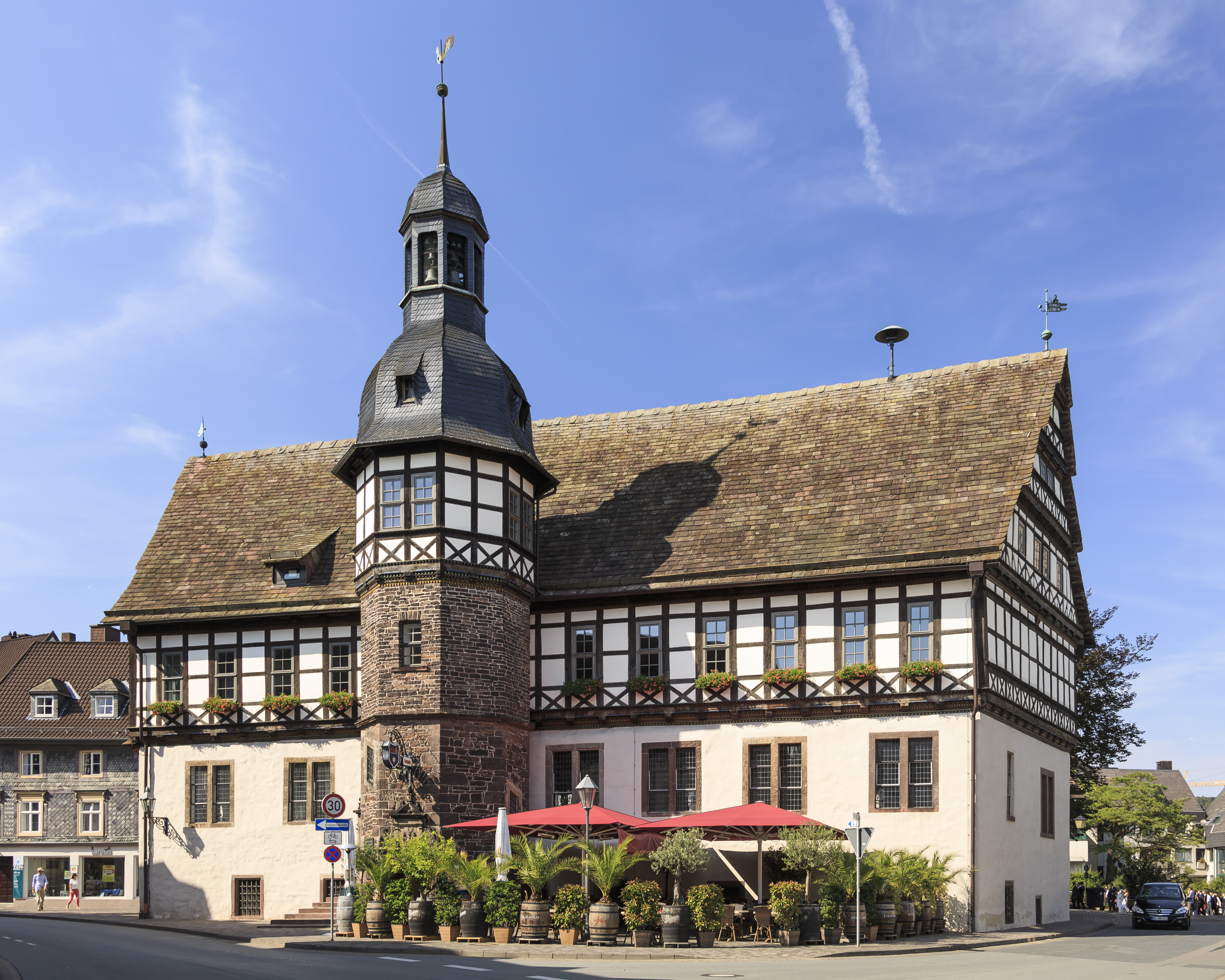
FFH-Gebiet Historisches Rathaus Höxter

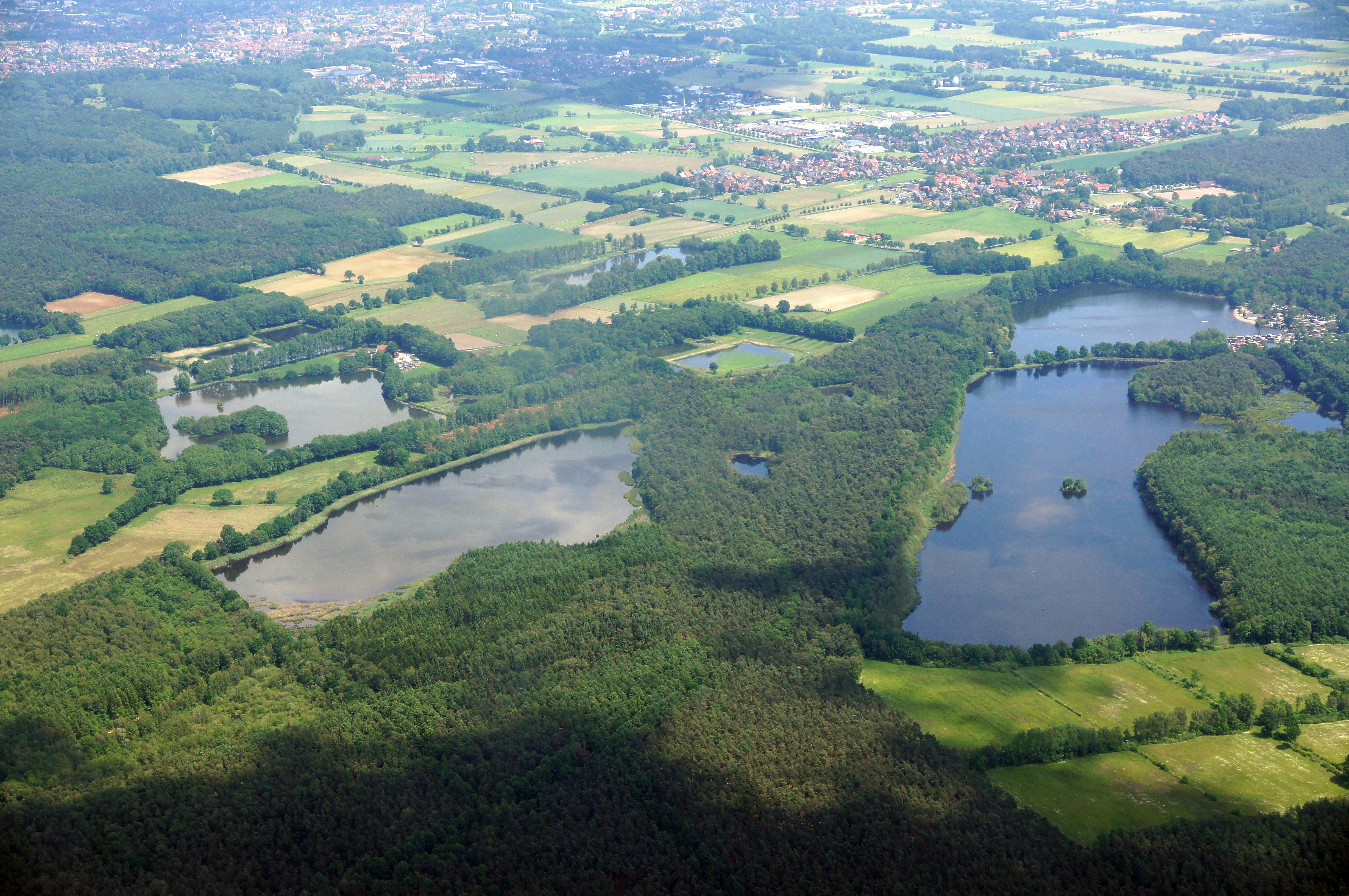
FFH-Gebiet Teiche in der Heubachniederung

Die Liste der Fauna-Flora-Habitat-Gebiete in Deutschland (FFH-Gebiete) verzeichnet die Listen für die einzelnen Bundesländer in Deutschland. Insgesamt gibt es 4603 ausgewiesene FFH-Gebiete (Stand 3. November 2014).
Die Größe dieser Schutzgebiete reicht von einzelnen Kirchtürmen (als Überwinterungsquartier für Fledermäuse) über komplette Flusssysteme bis zu weiträumigen Gebieten in der Nordsee.

## Listen nach Bundesland
- Liste der FFH-Gebiete in Baden-Württemberg
- Liste der FFH-Gebiete in Bayern
- Liste der FFH-Gebiete in Berlin
- Liste der FFH-Gebiete in Brandenburg
- Liste der FFH-Gebiete in Bremen
- Liste der FFH-Gebiete in Hamburg
- Liste der FFH-Gebiete in Hessen
- Liste der FFH-Gebiete in Mecklenburg-Vorpommern
- Liste der FFH-Gebiete in Niedersachsen
- Liste der FFH-Gebiete in Nordrhein-Westfalen
- Liste der FFH-Gebiete in Rheinland-Pfalz
- Liste der FFH-Gebiete im Saarland
- Liste der FFH-Gebiete in Sachsen
- Liste der FFH-Gebiete in Sachsen-Anhalt
- Liste der FFH-Gebiete in Schleswig-Holstein
- Liste der FFH-Gebiete in Thüringen
- Liste der FFH-Gebiete in der ausschließlichen Wirtschaftszone